# Wildwasserrennsport-Europameisterschaften 2023
Die 14. Kanu-Wildwasserrennsport-Europameisterschaften fanden vom 17. bis 20. Mai 2023 statt. Sie wurden im nordmazedonischen Skopje auf dem Treska ausgetragen. Erfolgreichste Nation war Frankreich.

## Nationenwertung Gesamt
| Platz  | Land        | Gold | Silber | Bronze | Gesamt |
| ------ | ----------- | ---- | ------ | ------ | ------ |
| 1      | Frankreich  | 9    | 8      | 6      | 23     |
| 2      | Slowenien   | 3    | 3      | 1      | 7      |
| 3      | Italien     | 2    | 3      | 3      | 8      |
| 4      | Tschechien  | 2    | 1      | 4      | 7      |
| 5      | Deutschland | 1    | 2      | 3      | 6      |
| 6      | Belgien     | 1    | 1      | -      | 2      |
| 7      | Österreich  | -    | -      | 1      | 1      |
| Gesamt | Gesamt      | 18   | 18     | 18     | 54     |

Im Einzelnen wurden folgende Ergebnisse erzielt.
Im Einzelnen wurden folgende Ergebnisse erzielt:

## Classic

### Nationenwertung Classic
| Platz  | Land        | Gold | Silber | Bronze | Gesamt |
| ------ | ----------- | ---- | ------ | ------ | ------ |
| 1      | Frankreich  | 4    | 5      | 2      | 11     |
| 2      | Italien     | 2    | -      | 2      | 4      |
| 3      | Deutschland | 1    | 2      | 2      | 5      |
| 4      | Slowenien   | 1    | 1      | -      | 2      |
| 4      | Belgien     | 1    | 1      | -      | 2      |
| 5      | Tschechien  | -    | -      | 3      | 3      |
| Gesamt | Gesamt      | 9    | 9      | 9      | 27     |

### Einzelwettbewerbe

#### Einer-Kajak Männer
| Platz | Sportler          | Land        | Zeit          |
| ----- | ----------------- | ----------- | ------------- |
| 1     | Maxence Barouh    | Frankreich  | 9:20,99 Min.  |
| 2     | Simon Oven        | Slowenien   | 9:24,74 Min.  |
| 3     | Quentin Bonnetain | Frankreich  | 9:25,35 Min.  |
| -     | -                 | -           |               |
| 13    | Joshua Piakowski  | Deutschland | 9:49,75 Min.  |
| 18    | Tobias Zimmer     | Deutschland | 10:01,77 Min. |

#### Einer-Kajak Frauen
| Platz | Sportler          | Land        | Zeit          |
| ----- | ----------------- | ----------- | ------------- |
| 1     | Laurane Sinnesael | Belgien     | 10:22,22 Min. |
| 2     | Sophia Schmidt    | Deutschland | 10:24,04 Min. |
| 3     | Lise Vinet        | Frankreich  | 10:24,52 Min. |
| -     | -                 | -           | -             |
| 11    | Lisa Köstle       | Deutschland | 10:39,76 Min. |
| 15    | Sabine Füßer      | Deutschland | 10:49,55 Min. |

#### Einer-Canadier Männer
| Platz | Sportler         | Land        | Zeit          |
| ----- | ---------------- | ----------- | ------------- |
| 1     | Théo Viens       | Frankreich  | 10:38,42 Min. |
| 2     | Charles Ferrion  | Frankreich  | 10:42,62 Min. |
| 3     | Normen Weber     | Deutschland | 10:42,67 Min. |
| 4     | Tim Heilinger    | Deutschland | 10:45,68 Min. |
| -     | -                | -           |               |
| 13    | Joshua Piakowski | Deutschland | 9:49,75 Min.  |

#### Einer-Canadier Frauen
| Platz | Sportler         | Land        | Zeit          |
| ----- | ---------------- | ----------- | ------------- |
| 1     | Cecilia Panato   | Italien     | 11:29,32 Min. |
| 2     | Laura Fontaine   | Frankreich  | 11:34,28 Min. |
| 3     | Alice Panato     | Italien     | 11:41,21 Min. |
| -     | -                | -           |               |
| 10    | Franziska Gawehn | Deutschland | 11:59,38 Min. |

#### Zweier-Canadier Männer
| Platz | Sportler                        | Land        | Zeit          |
| ----- | ------------------------------- | ----------- | ------------- |
| 1     | Théo Viens / Nicolas Sauteur    | Frankreich  | 10:21,56 Min. |
| 2     | Manoel Roussin / Tanguy Roussin | Frankreich  | 10:24,51 Min. |
| 3     | Tim Heilinger / Normen Weber    | Deutschland | 10:34,15 Min. |
| -     | -                               | -           | -             |
| 8     | Joscha Brüggemann / Paul Lüken  | Deutschland | 10:59,62 Min. |

#### Zweier-Canadier Frauen
| Platz | Sportler                                  | Land       | Zeit          |
| ----- | ----------------------------------------- | ---------- | ------------- |
| 1     | Cecilia Panato / Alice Panato             | Italien    | 11:23,35 Min. |
| 2     | Laura Fontaine / Eve Vitali-Guilbert      | Frankreich | 11:28,94 Min. |
| 3     | Kristina Novosadova / Karoliina Paloudova | Tschechien | 11:30,67 Min. |

#### Nationenwertung Classic-Einzel
| Platz  | Land        | Gold | Silber | Bronze | Gesamt |
| ------ | ----------- | ---- | ------ | ------ | ------ |
| 1      | Frankreich  | 3    | 4      | 2      | 9      |
| 2      | Italien     | 2    | -      | 1      | 3      |
| 3      | Belgien     | 1    | -      | -      | 1      |
| 4      | Deutschland | -    | 1      | 2      | 3      |
| 5      | Slowenien   | -    | 1      | -      | 1      |
| 6      | Tschechien  | -    | -      | 1      | 1      |
| Gesamt | Gesamt      | 6    | 6      | 6      | 18     |

### Teamwettbewerbe

#### Kajak-Einer Männer
| Platz | Land       | Zeit         |
| ----- | ---------- | ------------ |
| 1     | Slowenien  | 9:38,91 Min. |
| 2     | Belgien    | 9:41,30 Min. |
| 3     | Tschechien | 9:41,71 Min. |

#### Kajak-Einer Frauen
| Platz | Land        | Zeit          |
| ----- | ----------- | ------------- |
| 1     | Deutschland | 10:35,66 Min. |
| 2     | Frankreich  | 10:43,16 Min. |
| 3     | Italien     | 10:53,46 Min. |

#### Einer-Canadier Männer
Beim Teamwettbewerb im Einer-Canadier der Männer kamen nur drei der fünf Teams ins Ziel.
| Platz | Land        | Zeit          |
| ----- | ----------- | ------------- |
| 1     | Frankreich  | 10:52,49 Min. |
| 2     | Deutschland | 11:00,99 Min. |
| 3     | Tschechien  | 11:07,03 Min. |

#### Nationenwertung Classic-Mannschaft
| Platz  | Land        | Gold | Silber | Bronze | Gesamt |
| ------ | ----------- | ---- | ------ | ------ | ------ |
| 1      | Frankreich  | 1    | 1      | -      | 2      |
|        | Deutschland | 1    | 1      | -      | 2      |
| 3      | Slowenien   | 1    | -      | -      | 1      |
| 4      | Belgien     | -    | 1      | -      | 1      |
| 5      | Tschechien  | -    | -      | 2      | 2      |
| 6      | Italien     | -    | -      | 1      | 1      |
| Gesamt | Gesamt      | 3    | 3      | 3      | 9      |

## Sprint

### Nationenwertung Sprint
| Platz  | Land        | Gold | Silber | Bronze | Gesamt |
| ------ | ----------- | ---- | ------ | ------ | ------ |
| 1      | Frankreich  | 5    | 3      | 5      | 13     |
| 2      | Slowenien   | 2    | 2      | 1      | 5      |
| 3      | Tschechien  | 2    | 1      | -      | 3      |
| 4      | Italien     | -    | 3      | 1      | 4      |
| 5      | Deutschland | -    | -      | 1      | 1      |
|        | Österreich  | -    | -      | 1      | 1      |
| Gesamt | Gesamt      | 9    | 9      | 9      | 27     |

### Einzelwettbewerbe

#### Einer-Kajak Männer
| Platz | Land              | Sportler    | Zeit       |
| ----- | ----------------- | ----------- | ---------- |
| 1     | Anže Urankar      | Slowenien   | 41,98 Sek. |
| 2     | Maxence Barouh    | Frankreich  | 42,11 Sek. |
| 3     | Nejc Žnidarčič    | Slowenien   | 42,46 Sek. |
| -     | -                 | -           | -          |
| 10    | Marcel Blum       | Deutschland | 43,92 Sek. |
| 11    | Joshua Piaskowski | Deutschland | 43,99 Sek. |

#### Einer-Kajak Frauen
| Platz | Land                | Sportler    | Zeit       |
| ----- | ------------------- | ----------- | ---------- |
| 1     | Marie Němcová       | Slowenien   | 47,80 Sek. |
| 2     | Ana Steblaj         | Tschechien  | 47,81 Sek. |
| 3     | Mathilde Valdenaire | Frankreich  | 48,08 Sek. |
| -     | -                   | -           | -          |
| 10    | Lisa Köstle         | Deutschland | 49,57 Sek. |

#### Einer-Canadier Männer
| Platz | Land            | Sportler    | Zeit       |
| ----- | --------------- | ----------- | ---------- |
| 1     | Charles Ferrion | Frankreich  | 46,62 Sek. |
| 2     | Blaž Cof        | Slowenien   | 47,05 Sek. |
| 3     | Nicolas Sauteur | Frankreich  | 47,57 Sek. |
| -     | -               | -           | -          |
| 12    | Tim Heilinger   | Deutschland | 50,47 Sek. |

#### Einer-Canadier Frauen
| Platz | Land           | Sportler   | Zeit       |
| ----- | -------------- | ---------- | ---------- |
| 1     | Laura Fontaine | Frankreich | 51,53 Sek. |
| 2     | Cecilia Panato | Italien    | 52,02 Sek. |
| 3     | Elsa Gaubert   | Frankreich | 52,91 Sek. |

#### Zweier-Canadier Männer
| Platz | Land                            | Sportler    | Zeit       |
| ----- | ------------------------------- | ----------- | ---------- |
| 1     | Pierre Troubady / Hugues Moret  | Frankreich  | 45,29 Sek. |
| 2     | Manoel Roussin / Tanguy Roussin | Frankreich  | 46,14 Sek. |
| 3     | Matous Beier / Matej Vanek      | Slowenien   | 46,71 Sek. |
| -     | -                               | -           | -          |
| 7     | Joscha Brüggemann / Paul Lüken  | Deutschland | 50,57 Sek. |

#### Zweier-Canadier Frauen
| Platz | Land                                   | Sportler   | Zeit       |
| ----- | -------------------------------------- | ---------- | ---------- |
| 1     | Elsa Gaubert / Margot Beziak           | Frankreich | 50,33 Sek. |
| 2     | Cecilia Panato / Alice Panato          | Italien    | 51,64 Sek. |
| 3     | Nadine Weratschnig / Valentina Kroener | Österreich | 54,41 Sek. |

#### Nationenwertung Sprint-Einzel
| Platz  | Land       | Gold | Silber | Bronze | Gesamt |
| ------ | ---------- | ---- | ------ | ------ | ------ |
| 1      | Frankreich | 3    | 2      | 2      | 7      |
| 2      | Slowenien  | 2    | 1      | 2      | 5      |
| 3      | Tschechien | -    | 1      | -      | 1      |
|        | Italien    | -    | 1      | -      | 1      |
| 5      | Österreich | -    | -      | 1      | 1      |
| Gesamt | Gesamt     | 5    | 5      | 5      | 15     |

### Teamwettbewerbe

#### Einer-Kajak Männer
| Platz | Land        | Zeit       |
| ----- | ----------- | ---------- |
| 1     | Slowenien   | 45,21 Sek. |
| 2     | Belgien     | 45,32 Sek. |
| 3     | Tschechien  | 45,88 Sek. |
| 4     | Deutschland | 46,60 Sek. |

#### Einer-Kajak Frauen
| Platz | Land        | Zeit       |
| ----- | ----------- | ---------- |
| 1     | Tschechien  | 51,17 Sek. |
| 2     | Frankreich  | 51,61 Sek. |
| 3     | Italien     | 51,71 Sek. |
| 4     | Deutschland | 51,86 Sek. |

#### Einer-Canadier Männer
Im Teamwettbewerb des Einer-Canadiers kamen nur drei Teams ins Ziel. Großbritannien und Italien kamen nicht an.
| Platz | Land        | Zeit       |
| ----- | ----------- | ---------- |
| 1     | Frankreich  | 50,12 Sek. |
| 2     | Tschechien  | 51,45 Sek. |
| 3     | Deutschland | 56,73 Sek. |

### Nationenwertung Sprint-Mannschaft
| Platz  | Land        | Gold | Silber | Bronze | Gesamt |
| ------ | ----------- | ---- | ------ | ------ | ------ |
| 1      | Tschechien  | 1    | 1      | 1      | 3      |
| 2      | Frankreich  | 1    | 1      | -      | 2      |
| 3      | Slowenien   | 1    | -      | -      | 1      |
| 4      | Belgien     | -    | 1      | -      | 1      |
| 4      | Italien     | -    | -      | 1      | 1      |
|        | Deutschland | -    | -      | 1      | 1      |
| Gesamt | Gesamt      | 3    | 3      | 3      | 9      |